# Ourisia cotapatensis
Ourisia cotapatensis är en grobladsväxtart som beskrevs av Meudt och S.Beck. Ourisia cotapatensis ingår i släktet Ourisia och familjen grobladsväxter. Inga underarter finns listade i Catalogue of Life.